# Planum Australe
Il Planum Australe è una struttura geologica della superficie di Marte.